# 孝门站
孝門站（：／ Hyomun yeok */?）是东海线沿線的一座鐵路車站，位於韩国蔚山廣域市北區孝門洞，於2021年末關閉。

## 歷史
- 1992年8月20日：落成啟用。
- 2016年12月30日：東海南部線编入东海本线，並迁至距起点站（釜山镇站）72.7公里处[1][2]。
- 2021年12月28日：廣域電鐵東海線第二階段複線電氣化工程完工通車，本站關閉停用。

## 車站周邊
- 蔚山机场

## 相鄰車站
韓國鐵道公社
東海線
太和江－孝門－虎溪